# Baulou
Baulou är en kommun i departementet Ariège i regionen Occitanien i södra Frankrike. Kommunen ligger  i kantonen Foix-Rural som ligger i arrondissementet Foix. År 2022 hade Baulou 165 invånare.

## Befolkningsutveckling
Antalet invånare i kommunen Baulou
Referens: INSEE